# Hermann Mylius von Gnadenfeld

Hermann Mylius von Gnadenfeld

Hermann Mylius von Gnadenfeld, geb. Müller, (* 10. November 1603 in Berne; † November 1657 in Oldenburg) war Rat und Gesandter des Grafen Anton Günther von Oldenburg.

## Werdegang
Hermann Mylius war der Sohn des Müllermeisters Ocko Müller, des Inhabers der gräflichen Bockwindmühle in Berne. Er besuchte die Pfarrschule in Berne sowie das Gymnasium in Hamburg und studierte Rechtswissenschaften an den Universitäten Helmstedt, Rostock und Leiden. Nachdem er vermutlich einige Jahre als Reisebegleiter junger Adliger tätig gewesen war, trat er 1634 als Kanzleisekretär in die Dienste des Grafen Anton Günther ein. Mylius erwarb sich sofort das Vertrauen seines Landesherrn, der ihm bald zahlreiche diplomatische Aufgaben übertrug. Dazu gehörten auch die Verhandlungen mit den kriegführenden Staaten, um die oldenburgische Neutralität während des Dreißigjährigen Krieges durchzusetzen und den Einmarsch fremder Truppen abzuwehren. Dazu traf er 1636 in Wismar den Schwedischer Reichskanzler Axel Oxenstierna und war in den folgenden Jahren abwechselnd in den Niederlanden und Schweden tätig. 1642 wurde er zum Rat ernannt und nahm im gleichen Jahr am Reichsdeputationstag in Frankfurt teil. 1643 reiste er nach Brüssel und erreichte 1644 bei den Verhandlungen in Brömsebro die Ausdehnung des schwedisch-dänischen Friedensschlusses auf die Grafschaft Oldenburg. 
1646 bis 1648 hielt er sich lange in Osnabrück auf, um bei den dort stattfindenden Friedensverhandlungen den Anspruch Oldenburgs auf den Weserzoll durchzusetzen. 
Im Oktober 1650 war er Teilnehmer des Nürnberger Exekutionstages, wo weitere Verhandlungen von strittigen Fragen aus dem Westfälischen Frieden stattfanden. Hier beriet er über die Demobilisierung der schwedischen Truppen und über die Frage der Kriegsentschädigungen, wobei er eine beträchtliche Herabsetzung des auf Oldenburg entfallenden Kostenanteils erreichen konnte. Im Sommer 1651 wurde er nach London gesandt, um die Anerkennung der oldenburgischen Neutralität im Ersten Englisch-Niederländischen Krieg  durchzusetzen. Hier machte er die Bekanntschaft des Dichters und Parlamentssekretärs John Milton, mit dem er in Briefwechsel trat. Nach dem erfolgreichen Abschluss seiner Mission kehrte er im März 1652 nach Oldenburg zurück.
Da die Stadt Bremen sich gegen den oldenburgischen Weserzoll wehrte, wurde Mylius mt der Aufgabe betraut, diesen Widerstand zu brechen. Im August 1652 gelang es ihm, bei einer Rundreise die Unterstützung fast aller Kurfürsten zu gewinnen, erreichte die Verhängung der Reichsacht über die Stadt und konnte 1653 auf dem Reichstag zu Regensburg im sog. Regensburger Vergleich die endgültige Unterwerfung der Bremer entgegennehmen.
Graf Anton Günther schenkte seinem erfolgreichen Diplomaten das Gut Gnadenfeld in dem heute zur Gemeinde Stadland gehörenden Ort Seefeld und erwirkte 1652 bei Kaiser Ferdinand III. seine Erhebung in den Adelsstand mit dem Prädikat „von Gnadenfeld“. 1656 wurde Mylius dann auch als Mitglied in den Geheimen Rat, der Zentralbehörde der Grafschaft, berufen.

## Familie
Mylius heiratete 1637 Katharina Mausolius (1613–1655), die Tochter des gräflichen Rentmeisters und Advokaten Johann Mausolius († 1631/34).

## Werke
- Carmen de infanticidio. Hamburg. 1622.
- Kurzer, jedoch gründlicher und aus den Actis gezogener Bericht, was in der Hochgräflich Oldenburgischen Weser-Zoll-Sache von der Zeit des Münsterischen Friedens-Tractates bis auf Ostern 1653 vorgegangen, mit angefügten 85 Beilagen zu Jedmänniglicher Information. Regensburg. 1653.
- Herausgegeben von Th. O. Mabbot: The Works of John Milton, Bd. XII und XIII. New York. 1936 und 1938 (Tagebuchaufzeichnungen Mylius’ und Briefwechsel mit Milton).